# Gholamreza Mohammadi
Gholamreza Mohammadi (persisch غلامرضا محمدی, * 18. Dezember 1970 in Khorramabad) ist ein iranischer Freistilringer. Er war Teilnehmer an den Olympischen Sommerspielen 1996 in Atlanta.

## Karriere
Der technisch versierte Mohammadi erwischte bei den Olympischen Sommerspielen von Atlanta einen guten Start und erreichte im "Fliegengewicht (52 kg)" das Halbfinale, indem er dem späteren Olympiazweiten, Namig Abdullajew aus Aserbaidschan, nach einer Unachtsamkeit deutlich unterlag. Er wurde am Ende des Turniers Fünfter.
Gholamreza Mohammadi feierte seine größten internationalen Erfolge bei den Ringer-Weltmeisterschaften. Er gewann zweimal Silber bei den Ringer-Weltmeisterschaften 1993 in Toronto und Ringer-Weltmeisterschaften 1995 in Atlanta, und zwei Bronzemedaillen bei den Ringer-Weltmeisterschaften 1994 in Istanbul und Ringer-Weltmeisterschaften 1998 in Teheran.